# صالح باشا النوسينيائي
صالح باشا النوسينيائي (بالتركية: Nevesinli Salih Paşa)‏ كان الصدر الأعظم للدولة العثمانية في الفترة ما بين 17 ديسمبر 1645 حتى 16 سبتمبر 1647. تُوفي في 16 سبتمبر 1647 بمدينة إسطنبول.